# Örebro Saluhall

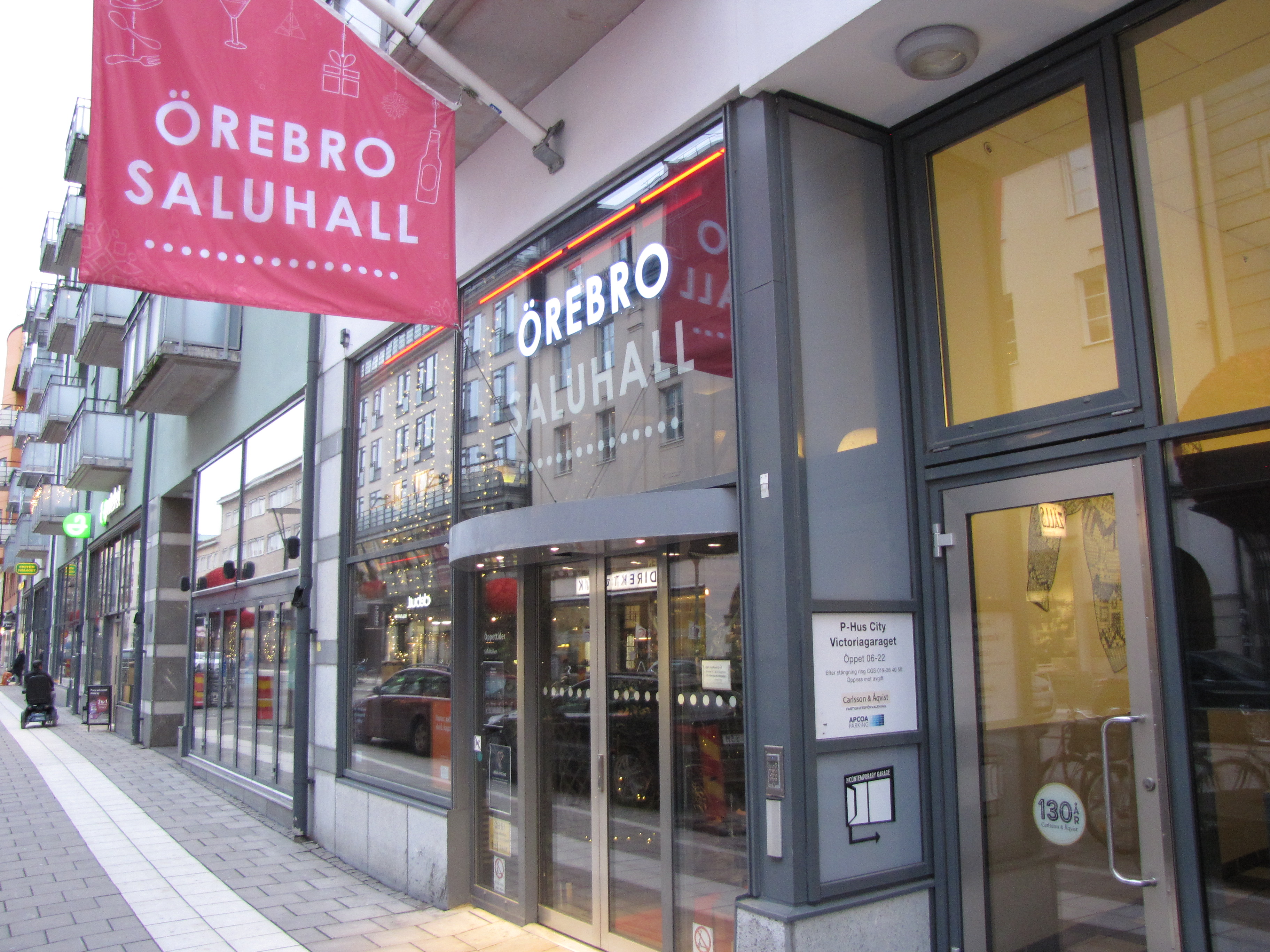
Den nya saluhallen på Kungsgatan, år 2020.

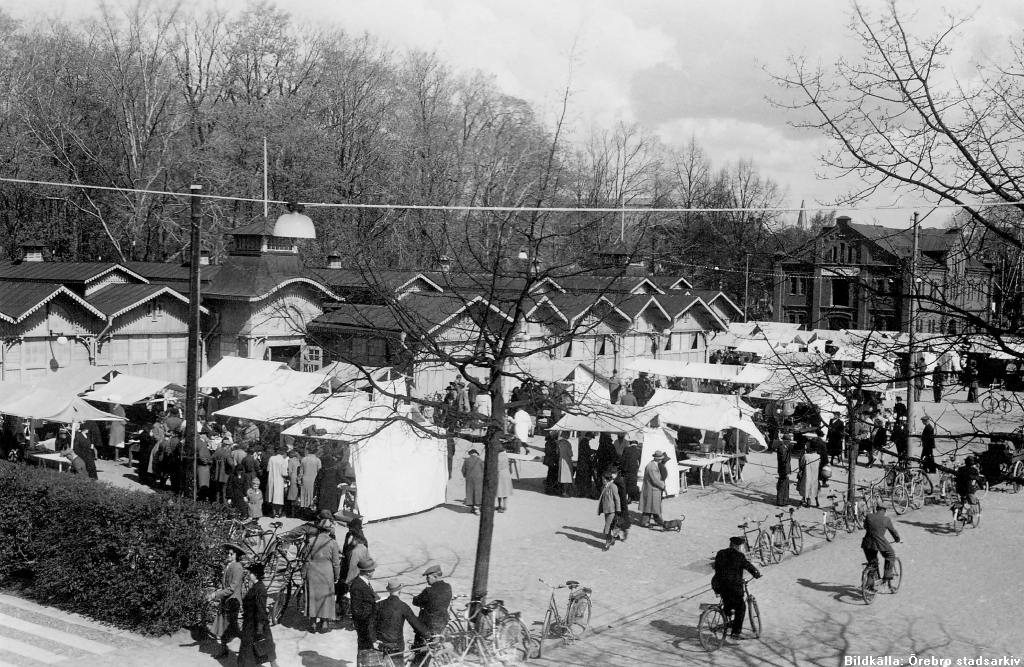
Hamnplan med saluhallarna, rivna 1952. Hamnmagasinet i bakgrunden. Bilden tagen på 1940-talet.

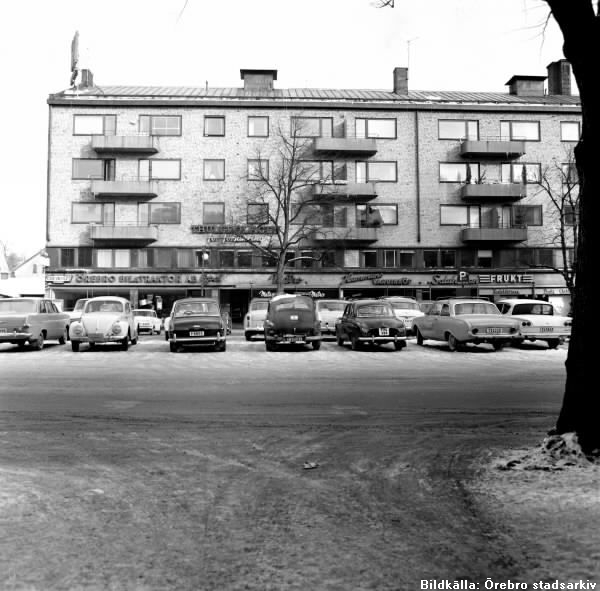
Johan Behrns saluhall på 1960-talet. Denna saluhall var verksam mellan 1952 och 1974.

Örebro Saluhall är en saluhall i Örebro. Den öppnades, i sin nuvarande tappning, 25 april 2013 vid Kungsgatan 15. Initiativtagare var matentreprenörerna Joakim Malm och Matz Ekman. Det har tidigare funnits två andra saluhallar i Örebro.

## Historik
År 1896 beslutade stadsfullmäktige om att uppföra en enklare saluhall under tak på den plats där Länsmuseet och Hamnplan ligger idag. Denna saluhall levde inte upp till hygienstandarden och stängdes i februari 1952. Byggnaderna revs under vårvintern samma år.
Samma år som den gamla saluhallen stängdes, lät fastighetsägaren Johan Behrn öppna en saluhall i kvarteret Hållstugan. Saluhallen hade ingång både från Engelbrektsgatan och Stortorget. Verksamheten stängdes där i september 1974, då många av affärsinnehavarna slutat och inga nya ville ta vid. Det var först år 2013 som den ersattes med en ny saluhall.